# Soula
Soula település Franciaországban, Ariège megyében. Lakosainak száma 171 fő (2022. január 1.). Soula Celles, L’Herm, Leychert, Montgaillard, Pradières és Saint-Paul-de-Jarrat községekkel határos.

## Népesség
A település népessége az elmúlt években az alábbi módon változott:
| Lakosok száma | 100  | 100  | 153  | 196  | 197  | 189  | 177  | 174  | 176  | 171  |
|               | 1968 | 1982 | 1990 | 2006 | 2013 | 2015 | 2017 | 2019 | 2020 | 2022 |